# Ryan Sinn
Ryan Sinn (* 23. April 1979 in Fremont, Kalifornien) ist ein US-amerikanischer Bassist.
Sinn wuchs in San Jose auf. Ursprünglich war er Gitarrist, da die Punk/Grunge-Band The Distillers jedoch einen Bassisten suchten, lernte er innerhalb kurzer Zeit, Bass zu spielen. Nachdem er die Band verlassen hatte, warb ihn blink-182 Gitarrist/ Sänger Tom DeLonge für seine neue Alternative-Rock Space-Rock Gruppe Angels & Airwaves. Dort spielte Sinn bis 2007 Bass und sang Background Vocals.

## Diskografie

### Alben mit den Distillers
- Sing Sing Death House (2002)
- Coral Fang (2003)

### Alben mit Angels & Airwaves
- We Don’t Need To Whisper (2006)